# Raji細胞

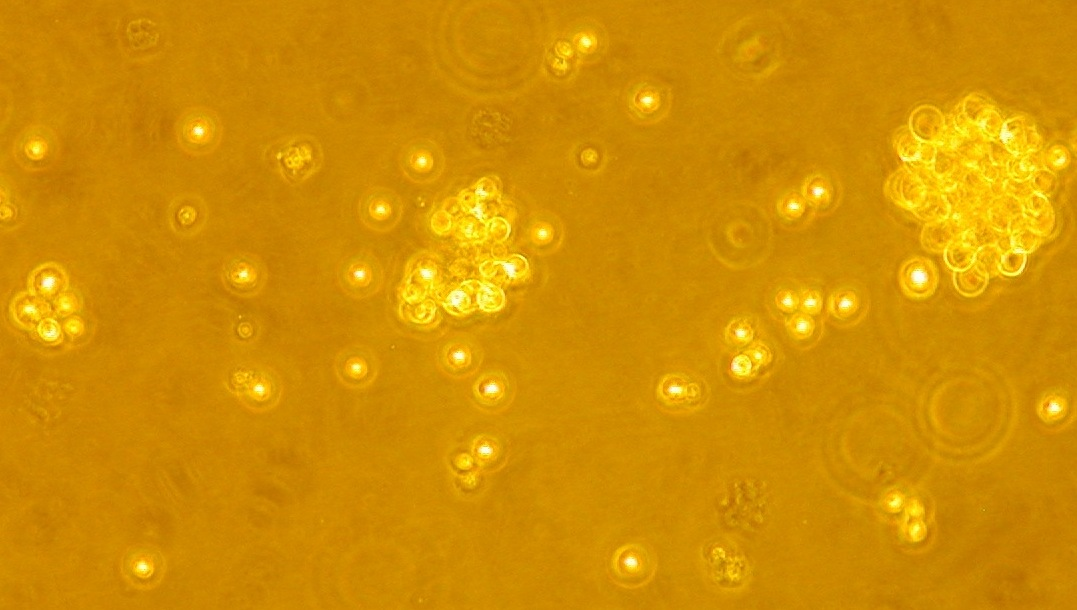
培養Raji細胞。

Raji細胞（ラージさいぼう）株は、造血細胞由来の初のヒト連続継代性細胞株である。形態学的特徴に基づいて、Raji細胞はリンパ芽球様として類別される。この浮遊細胞は1963年、11歳男性ナイジェリア人バーキットリンパ腫患者のBリンパ球に由来している。R. J. V. Pulvertaftが初めてこの細胞株を樹立した。培養には血清が補充されたRPMI培地が使用される。Raji細胞の特徴としては分化しないことがあり、数百の細胞からなる大きな集合体の形成が見られる。細胞の直径は比較的大きく（5〜8 μm）、不規則にでこぼこした核と、フリーの凝集したリボソームがある広い細胞質を有する。Raji細胞は、単一、非運動性、浮遊性の個別あるいはダブレットとして成長する。一部の細胞は、大きく、多核で、丸い、西洋ナシのような伸長した形をしている。
Raji細胞は、トランスフェクションホストとしてや、造血細胞あるいはその他の細胞の悪性化を理解するために広く利用されている。また、免疫グロブリンGに対するFc受容体と同じように、補体成分に対する多くの受容体を発現していることから、免疫複合体の検出にも用いられている。